# Аналоговое телевидение

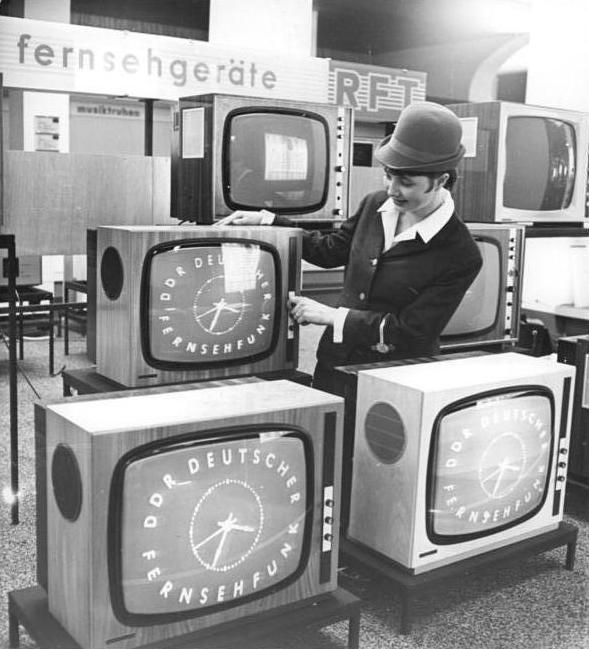
Продажа телевизоров на выставке в Лейпциге, ГДР, 1968 год

Ана́логовое телеви́дение — телевизионная система, использующая для передачи изображения и звука аналоговый электрический сигнал. Все приёмо-передающие системы доцифровой эпохи, включая механическое телевидение, использовали аналоговые сигналы, которые могут передаваться как по кабелю, так и по радиоканалу. При этом при производстве телепрограмм и обработке сигналов в телевизионных приёмниках могут использоваться цифровые технологии, что не отменяет исходную аналоговую природу эфирного и кабельного сигнала.

## Технология

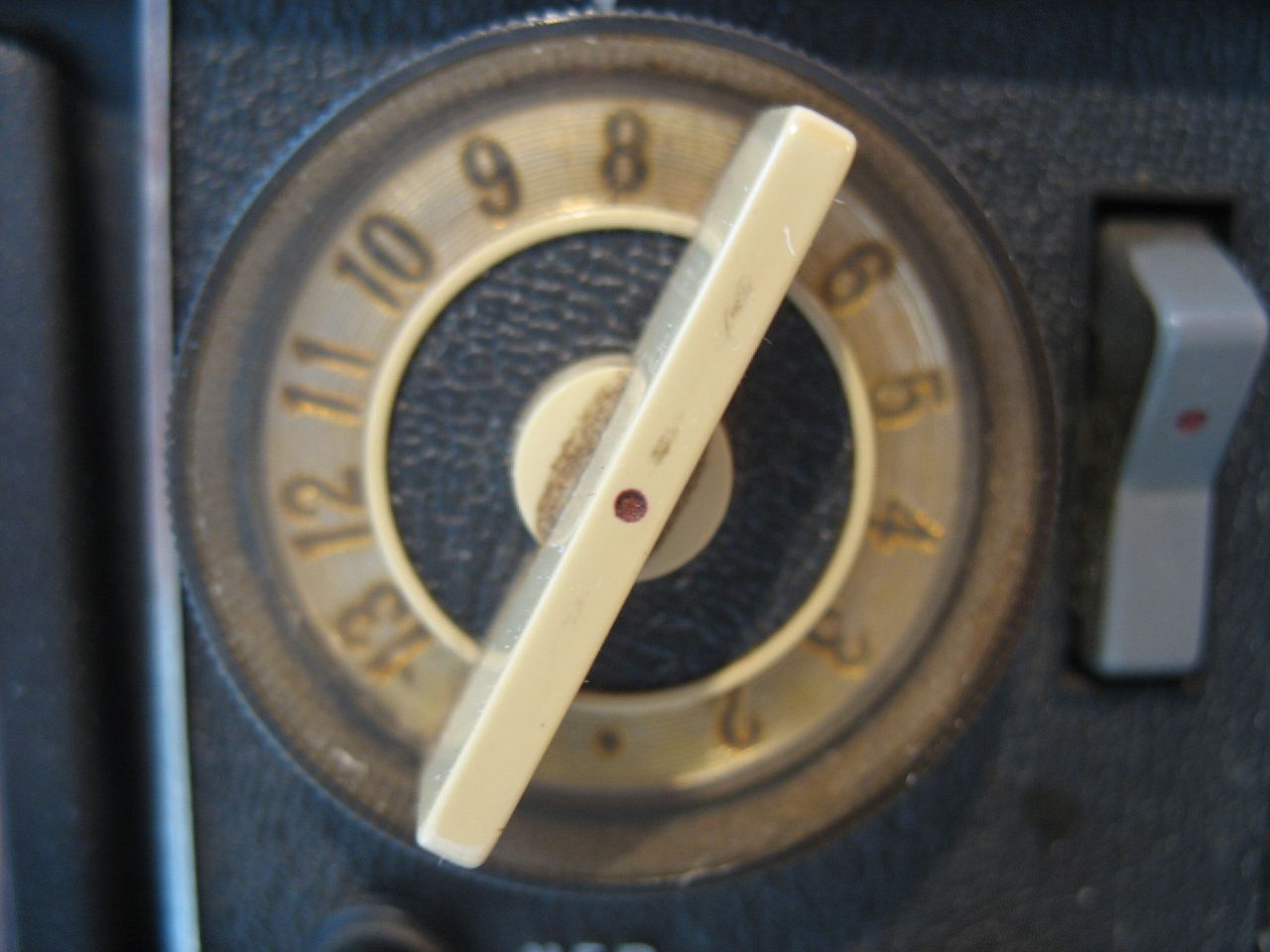
Переключатель каналов телевизора 1970-х годов

Сигнал цветного аналогового телевидения представляет собой совокупность трёх сигналов: видеосигнала, несущего информацию о яркости изображения, цветовой поднесущей с закодированной информацией о цвете изображения, и сигнала звукового сопровождения.
Стандарт телевизионного вещания задаёт используемый способ кодирования цветовой информации (PAL, SECAM, NTSC), а также использование компонентами сигнала полосы частот, характеристики видеосигнала и кодирования звука (B, D, G, H, I, K, L, M, N).

## Распространение
Аналоговое телевидение до сих пор является доминирующим на эфирных наземных каналах во многих странах. Большинство российских телеканалов вплоть до конца 2019 года вещало в том числе в аналоговом стандарте, дублируя вещание в цифровых стандартах по эфирным и спутниковым каналам. При этом продолжение аналогового вещания в кабельных сетях в Российской Федерации определяется лишь технической политикой оператора связи и наличием спроса на услугу со стороны абонентов и не ограничивается по срокам со стороны государства.

## Прекращение вещания аналогового телевидения
С 2006 года в мире происходит переход с аналогового на цифровое телевидение. Главные сложности этого перехода:
- различие в стандартах цифрового вещания, дезориентирующая как поставщиков, так и покупателей новых цифровых телевизоров[1];
- низкая рекламная доходность цифрового телевещания на переходном этапе[2];
- главная проблема — инертность населения, не желающего расставаться со старыми работоспособными телевизорами и за свой счёт приобретать цифровые приставки[3].

Также возникает проблема для значительной доли населения, для которых аналоговые телевизоры являются средством оповещения в чрезвычайных ситуациях.
3 августа 2003 года Берлин стал первым крупным городом, который перешёл с аналогового на полностью цифровое телевещание.
На октябрь 2019 года в мире насчитывалось 74 страны, в которых был завершён переход на цифровое телевидение, включая Россию; ещё 62 страны находились в стадии перехода.

## Ситуация в Российской Федерации

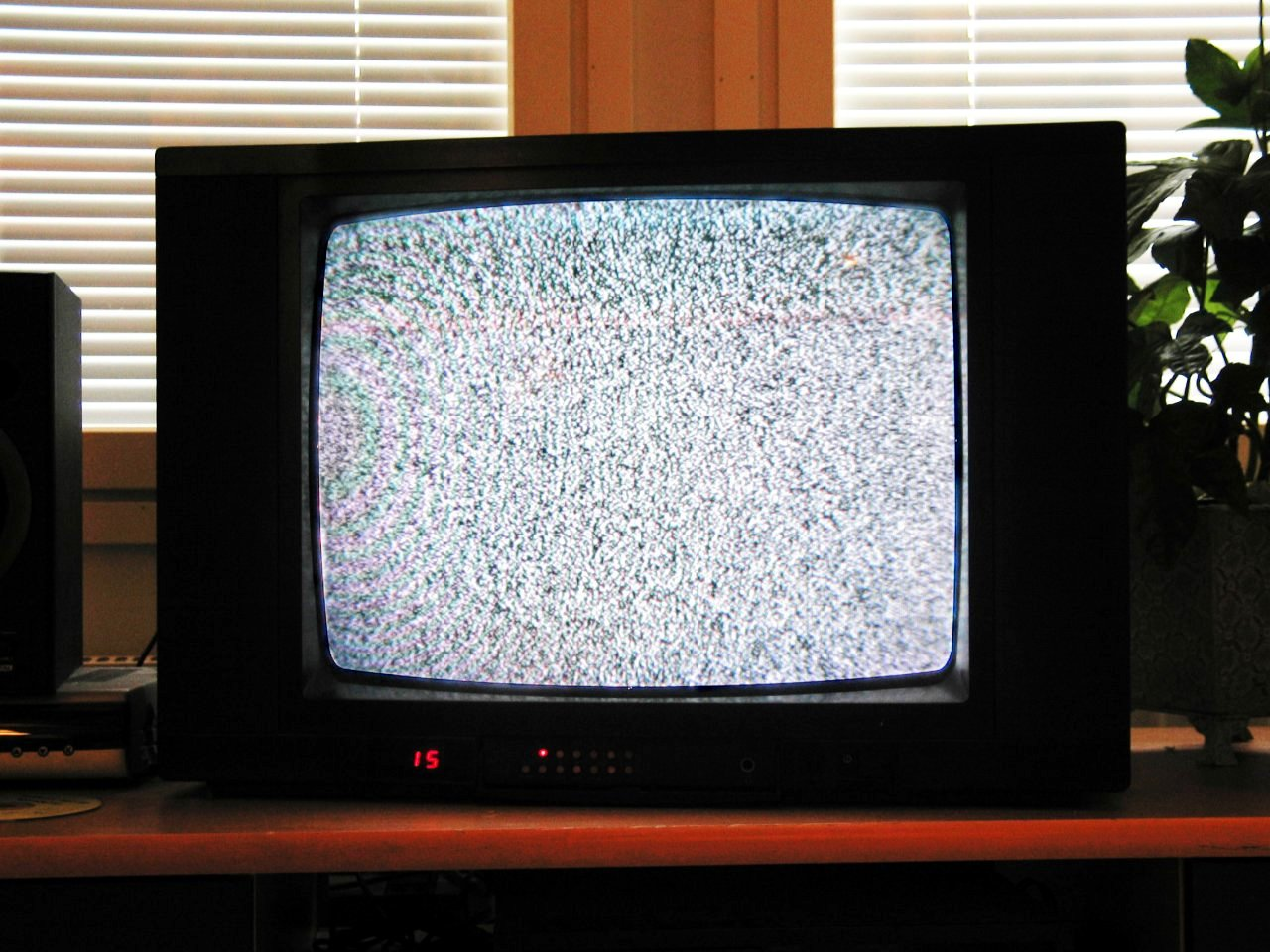
Шум в аналоговом телевизионном приёмнике

Дата прекращения вещания аналогового телевидения в России сдвигалась несколько раз: в 2004 году называлась дата 2015 год, в 2012 году — не ранее 2017 года, в 2013 году — 1 июля 2018 года.
В 2015 году было объявлено, что срок прекращения вещания на государственном уровне устанавливаться не будет. Любой телеканал может самостоятельно прекратить вещание, когда посчитает это нужным. Тем не менее в октябре 2016 года вновь в качестве даты прекращения субсидирования распространения общедоступных обязательных каналов за счёт средств федерального бюджета называется конец 2018 года.
С 1 февраля 2015 года ВГТРК выборочно и постепенно отказалась от аналоговых передатчиков телеканалов «Россия-2» и «Россия-К» в населённых пунктах, в которых уже запущен первый мультиплекс цифрового телевидения России.
С 30 мая 2018 года началась подготовка к сокращению аналогового вещания — в аналоговом эфире ряда телеканалов страны («Первый канал», НТВ, «Пятый канал», «РЕН ТВ» и СТС) рядом с их логотипами появилась литера «А», которая означала, что телезритель видит аналоговую версию телеканала и ему необходимо задуматься о смене телеприёмника. Также в эфире федеральных и региональных телеканалов транслировались проморолики и новостные репортажи о необходимости перехода на цифровое вещание.
К 5 декабря 2018 года Валентина Матвиенко поручила изучить вопрос о судьбе региональных телеканалов после 1 июля 2019 года.
3 декабря 2018 года на территории Тверской области, выступившей в качестве «пробного» региона, было отключено аналоговое вещание каналов, входящих в 1 и 2 мультиплексы. Все остальные регионы поделены на три группы-этапа отключения.
10 декабря 2018 года утверждён план мероприятий по переходу Российской Федерации на цифровое эфирное телевизионное вещание.
11 февраля 2019 года аналоговое вещание телеканалов, входящих в мультиплексы, отключили в 7 регионах России, а именно в Рязанской, Тульской, Ярославской, Ульяновской, Пензенской, Магаданской областях и Чеченской Республике.
15 апреля 2019 года на территории 20 регионов, в том числе в Москве и в Московской области было отключено аналоговое вещание на передатчиках полностью.
Третий, самый массовый этап отключений, решением Правительства Российской Федерации дополнительно был разделён на два (фактически был введён четвёртый этап). 3 июня 2019 года аналоговое вещание каналов, входящих в 1 и 2 мультиплексы, было отключено в Алтайском, Камчатском, Краснодарском, Красноярском, Пермском, Хабаровском, Приморском краях, Ненецком, Ханты-Мансийском, Чукотском автономных округах, а также в Архангельской, Брянской, Владимирской, Воронежской, Еврейской автономной, Иркутской, Калининградской, Нижегородской, Новосибирской, Омской, Орловской, Ростовской, Самарской, Свердловской, Смоленской, Тамбовской, Томской областях, республиках Адыгея, Бурятия, Коми, Марий Эл, Саха (Якутия), Северная Осетия и Хакасия.
На четвёртом этапе 14 октября 2019 года вещание отключили в остальных (21) регионах России.
Местные (региональные, муниципальные) телеканалы, федеральные телеканалы, не входящие в состав первого и второго мультиплексов, и федеральные телеканалы, находящиеся в сетевом партнёрстве с местными (указанные в местной вещательной лицензии), продолжили вещание в аналоговом формате и после даты отключения основных каналов при наличии желания с их стороны. При этом в дальнейшем вещатели столкнулись с отказами Федеральной конкурсной комиссии (ФКК), действующей при Роскомнадзоре, о внесении изменений в свои лицензии (смена сетевого партнера или переход на собственное программирование).
После отключения каналов, входящих в мультиплексы, местные каналы (в том числе регионального охвата), а также федеральные каналы, вещающие с местным партнёром, также постепенно прекращают аналоговое вещание из-за уменьшения охвата аудитории и, как следствие, поступлений от рекламы. Процесс ухода телеканалов из аналогового стандарта ускорился в период 2020—2021 годов в связи с пандемией коронавируса.